# PZInż 302
PZInż 302 — польский артиллерийский тягач времён Второй мировой войны. Строился на основе машины «Fiat 518». Максимальная скорость составляла 65 км/ч. Предназначался для транспортировки малых орудий типа Bofors, а также как обычный транспорт, доставлявший припасы (до 80 боеприпасов) или подкрепления (до 5 человек за раз).

## История
В конце 1935 года на Государственных заводах машиностроения был создан прототип лёгкого автомобиля, в первую очередь предназначавшегося для буксировки противотанковых орудий wz. 36, а также боеприпасов к ним, расчётов и снаряжения. Конструкция базировалась на элементах автомобилей Polski Fiat 508 Łazik и Polski Fiat 518 Mazur (шасси, двигатель, коробка передач, рулевое управление и часть кузова были заимствованы у модели Fiat 508, а задняя часть шасси, мост и самоблокирующийся дифференциал — у Fiat 518). 
Испытания нового автомобиля выявили его многочисленные дефекты.
В 1936 году начались работы по устранению этих дефектов. В работах принимал участие инженер Мечислав Скверчинский. После заводских и войсковых испытаний, в 1937 году началось производство автомобиля под обозначением Polski Fiat 508/518.
Автомобиль выпускался в нескольких вариантах. Самый известный из них — артиллерийский тягач с открытым кузовом PZInż 302, разработанный в соответствии с указаниями Технического исследовательского бюро бронетанкового вооружения. Он предназначался для буксировки 37-мм противотанковых орудий Bofors wz. 36. Также он мог перевозить 5 бойцов расчёта орудия или 80 снарядов (16 ящиков по 5 снарядов в каждом). Тягачи PZInż 302 использовались в зенитных и противотанковых артиллерийских подразделениях 10-й кавалерийской бригады и Варшавской мотопехотной бригады, а также в специальных подразделениях некоторых кавалерийских, пехотных и инженерных частей Войска Польского.
Применялись и другие варианты Fiat 508/518, включая транспортные модификации (с кузовом-фургоном), модификации для подразделений связи (приспособленные для перевозки полевых радиостанций) и зенитно-пулемётных рот (со станковыми пулеметами wz. 30).
В период между 1937 и 1939 гг было выпущено около 300-400 автомобилей.
После поражения Польши в Сентябрьской кампании некоторое количество автомобилей Polski Fiat 508/518 досталось в качестве трофеев Вермахту, где использовались по назначению.